# Friedrich Wilhelm Erhard von Knobloch
Friedrich Wilhelm Erhard von Knobloch (* 13. Mai 1739 in Königsberg; † 18. Mai 1817 in Potsdam) war ein preußischer Generalmajor und Kartograf

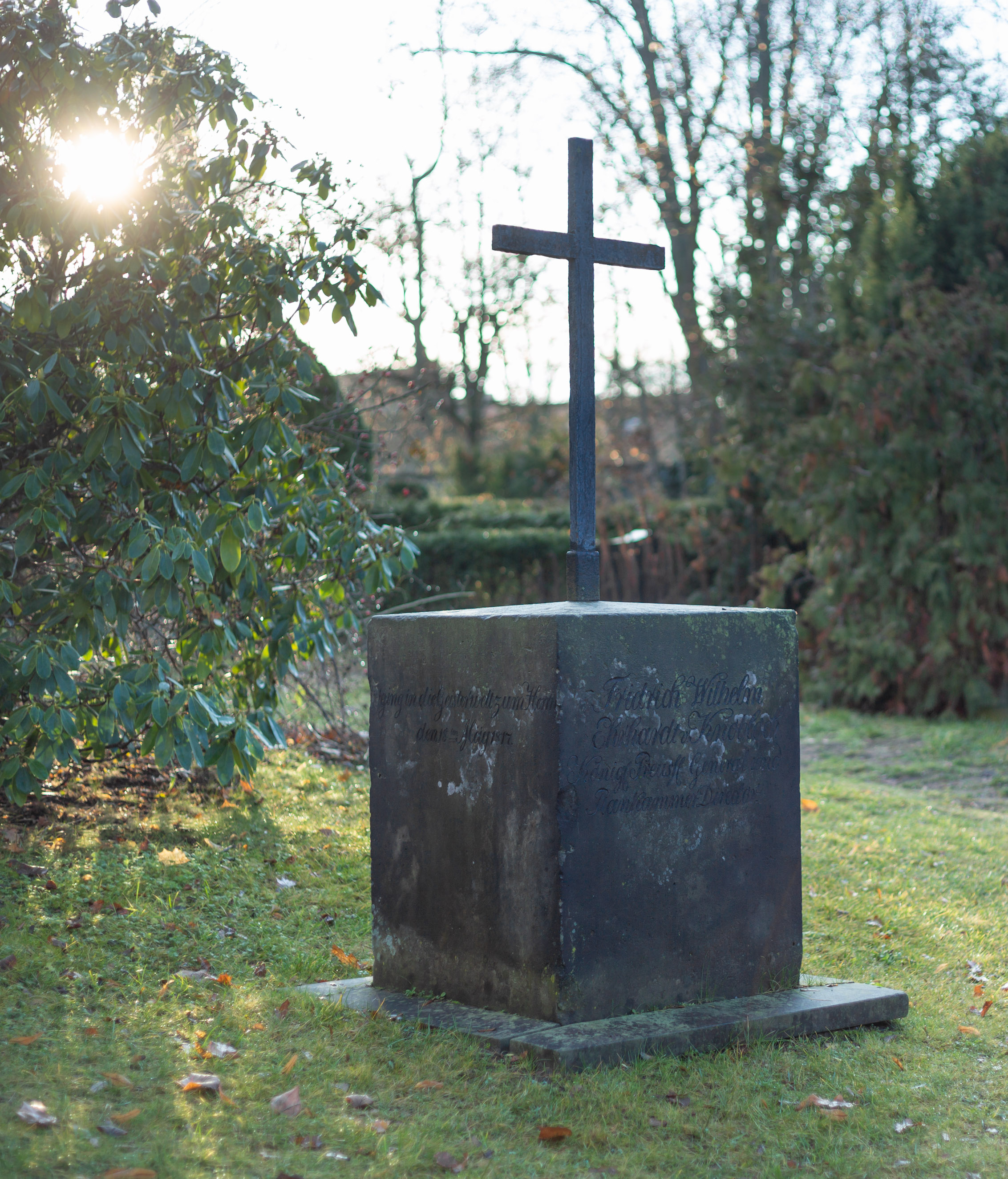
Grabstein von Friedrich Wilhelm Erhard von Knobloch, Friedhof in der Wichgrafstraße in Potsdam

## Leben

### Herkunft
Seine Eltern waren Karl Gottfried von Knobloch und dessen Ehefrau Sophia Louise Konstantine Drost vom Fisch.

### Militärkarriere
Im Jahr 1753 wurde Knobloch Gefreitenkorporal im Infanterieregiment „Below“ Nr. 11 und am 15. Oktober 1756 Fähnrich. Als solcher nahm er am Siebenjährigen Krieg teil und kämpfte in den Schlachten von Groß-Jägersdorf, Kay sowie Kunersdorf. Am 3. April 1758 wurde er Sekondeleutnant. Von 1762 bis 1763 war er Adjutant seines Vaters, des Generals Karl Gottfried von Knobloch. 1764 wurde er als Quartiermeisterleutnant in den Stab von Friedrich II. versetzt.
Im Jahr 1769 begleitete er den König zu Manövern in Schlesien und einem Treffen mit Kaiser Joseph II. Im Jahr 1772 wurde er zur Truppe des Majors von Pfau versetzt und zur Geländeaufnahme zwischen Warthe, Netze und Weichsel verwendet. Er wurde dann auch verantwortlich für die Plankammer.
Am 12. Mai 1774 erfolgte die Beförderung zum Kapitän. Es dauerte dann bis zum 9. Juni 1783, bis er als Major in das Garnisonsregiment „von Berrenhauer“ versetzt wurde. 1787 kam Knobloch wieder in den Generalquartiermeisterstab. Am 13. Mai 1790 wurde er dann Generalquartiermeisterleutnant im Stab des Korps in Dakehmen. Am 1. Oktober erhielt er auch die Beförderung zum Oberstleutnant und die Ernennung zum Chef des Plankammer sowie eine Gratifikation von 1000 Talern.
1792 erkrankte Knobloch schwer und erhielt Urlaub für eine Kur in Karlsbad und eine weitere in Pirna. Am 19. Januar 1793 erhielt er die Beförderung zum Oberst, aber er war weiter krank und ging 1794 erneut nach Karlsbad. Im Jahr 1798 wurde er dann felddienstuntauglich geschrieben, erhielt aber auch die Beförderung zum Generalmajor. Nach der Niederlage bei Jena und Auerstedt floh Knobloch 1807 mit König Friedrich Wilhelm III. über Königsberg nach Memel. Dort wies er Scharnhorst in die Verzeichnisse der Plankammer ein, über die dieser fortan verfügte.
Am 20. Oktober 1808 dimittierte er mit einer Pension von 1000 Talern.
Knobloch war ein begabter Kartograph und wichtig beim Aufbau der preußischen Plankammer.
Er verstarb unverheiratet am 18. Mai 1817 und wurde in Potsdam beigesetzt. Sein Grab ist bis heute erhalten.